# Asperni csata
Az asperni csata (más néven aspern–esslingi csata vagy esslingi csata; 1809. május 21–22.) a francia és az osztrák csapatok között lezajlott összecsapás. Napóleon császár Aspern és Essling mellett szenvedte el első komolyabb vereségét.

## Előzményei
Az asperni csata az ötödik koalíciós háború egyik ütközete volt. A csata Bécstől keletre fekvő kis osztrák falvak, Aspern és Essling (ma Bécs részei)  mellett, a Duna bal partján zajlott le. 
1809-ben a Regensburg vidékén vívott 5 napi véres csaták után a Napóleon által megvert osztrák hadsereg egyik része, Károly főherceg vezetése alatt, Csehország déli részén át vonult a Morva-mezőre, míg a sereg másik része, Napóleon seregének Bécs felé való előnyomulását lassítandó, a Duna jobb partján Bécsbe s ennek kapitulációja (május 13.) után szintén a Morva-mezőre hátrált. május 16-án az osztrák fősereg ismét Károly főherceg vezetése alatt egyesült. 
Napóleon május 18-ig 90 000 embert gyűjtött össze Ausztriában. Úgy döntött, hogy seregét a Lobau-szigetnél vezeti át a Dunán. Ügyes manőverekkel elérte, hogy az osztrák vezérkar a Lobau-szigeten észlelt francia mozgolódást még május 20-án is csak hadicselnek tekintette.

## A csata
Mikor 1809. május 20-án a francia elővéd a Lobau-szigetről átkelt a Duna bal partjára, ahol megszállta Aspern és Essling falvakat. Károly főherceg nem késlekedett, és erőit azonnal a Raasdorf és Stadlau (ma Bécs része) közötti terület felé indította. Május 21-én délután 75 000 emberrel megtámadta a franciákat, akik ekkor még csak 30 000-en voltak a balparton. A fő támadás a franciák balszárnyának támpontja, Aspern ellen irányult, hogy győzelem esetén a franciákat elzárhassák dunai hídjaiktól. Aspernnél Masséna, Esslingnél pedig Lannes vezette a franciákat. Masséna kétségbeesetten védelmezte asperni harcállását, de a vitézen és szívósan harcoló osztrák és magyar csapatok több órás elkeseredett harcban kiűzték a franciákat a faluból, amelynek minden egyes házát szuronnyal kellett elfoglalni. 
A franciák Aspern elvesztése után sem veszítették el önbizalmukat. Az a hír sem ingatta meg őket, hogy visszavonulásuk egyedüli útját, a szigetre vezető hidat egy osztrák hídtörő hajó lerombolta. Asperntől keletre újra állást foglaltak, amíg az éjszaka le nem szállt, és ezzel az osztrák sereg támadásai véget nem értek. Esslinget az osztrákok május 21-én nem tudták elfoglalni. 
Napóleon még az éjjel helyreállíttatta a nagy hidat, és május 22-ig további 30 000 embert vezetett át a Dunán. Ezen a napon már ő lett a támadó fél. Bal szárnyával Aspernt támadta meg újra, főerejével pedig Aspern és Essling között intézett hatalmas támadást az osztrák középhad ellen. Jean Lannes vezetése alatt a franciák már betörtek az osztrák harcvonalba, amikor Károly főherceg zászlóval kezében, maga vezette rohamra már-már megingó, de a tartalékból elővezényelt gránátosokkal megerősített csapatait, és visszaszorította a franciákat. Eközben a franciák elfoglalták ugyan Aspernt, de mivel erősítéseik nem pótolták veszteségeiket, kénytelenek voltak azt újra feladni. 
Az osztrák tüzérség pusztító tüzet zúdított az Asperntől keletre összeszorult francia balszárnyra és középhadra. Esslinget ugyan az osztrákok még ekkor sem tudták elfoglalni, de Jean Lannes francia tábornagy halálos sebet kapott, és a francia sereg legkitűnőbb csapatai annyi veszteséget szenvedtek, hogy már Napóleon is lehetetlennek ítélte a győzelem kivívását. Elrendelte a Lobau-szigetre visszavonulást, amit André Masséna olyan ügyesen és hidegvérrel vezetett le, hogy a francia sereg a rendkívül kedvezőtlen viszonyok között, vesztett csata után is minimális ember- és ágyúveszteséggel kelt át újra a Dunán.

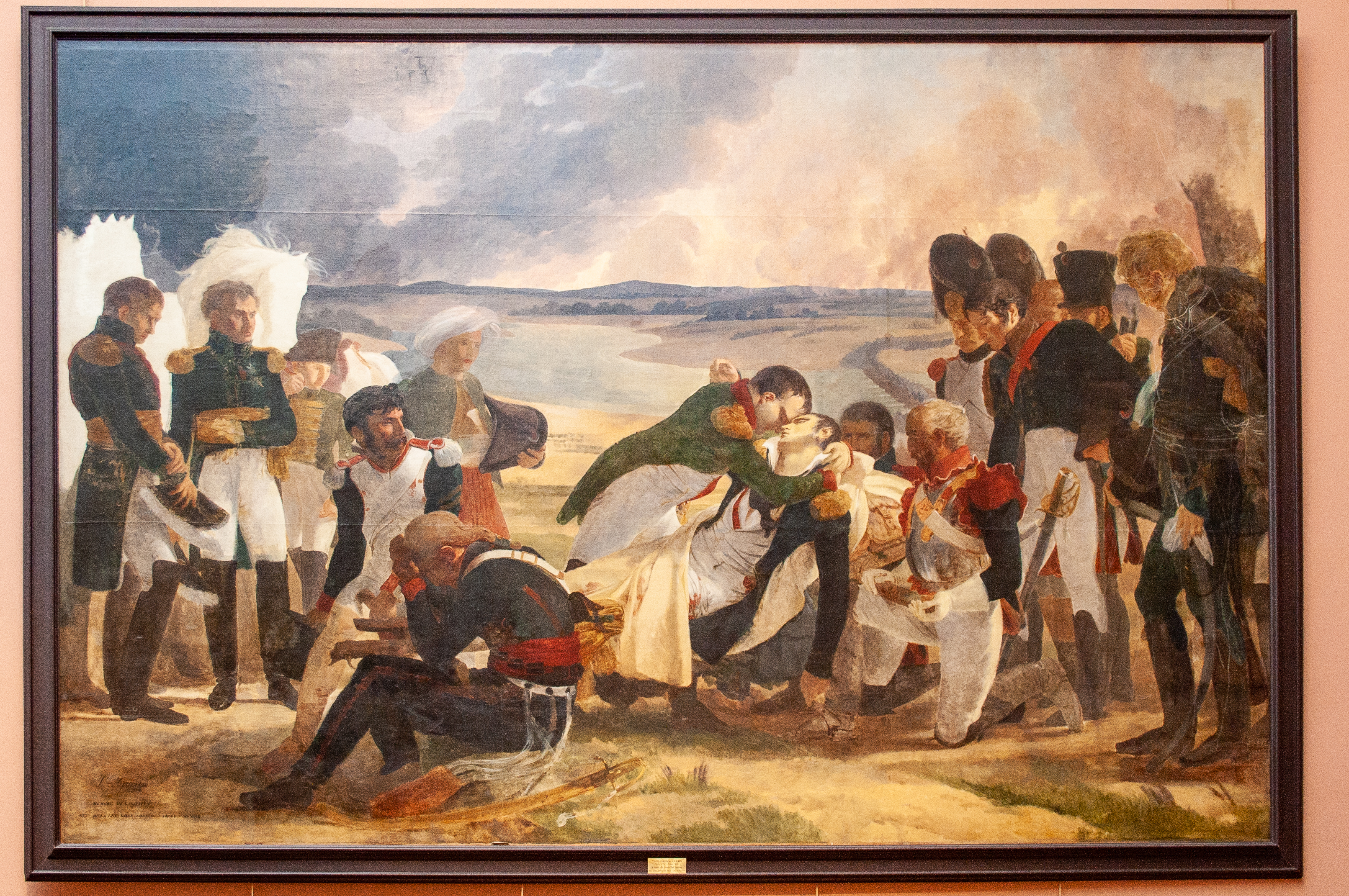
Lannes marsall halála Guérin festményén a Valenciennes-i Szépművészeti Múzeumban

## Következményei
A csata nagyon véres volt. Az osztrák sereg katonáinak egyharmadát, a francia a felét vesztette el. Az osztrák hadsereg nem használta ki győzelmét, nem folytatta a támadást (állítólagos lőszerhiány miatt), hanem a csatatér mögött ismét táborba szállva tétlenül kivárta, amíg Napóleon Bécs alá vezényelte távolabb járó seregeit is, hogy ezekkel újabb támadást indítson, immár több sikerrel a wagrami csatában.